# ムルシリの日食

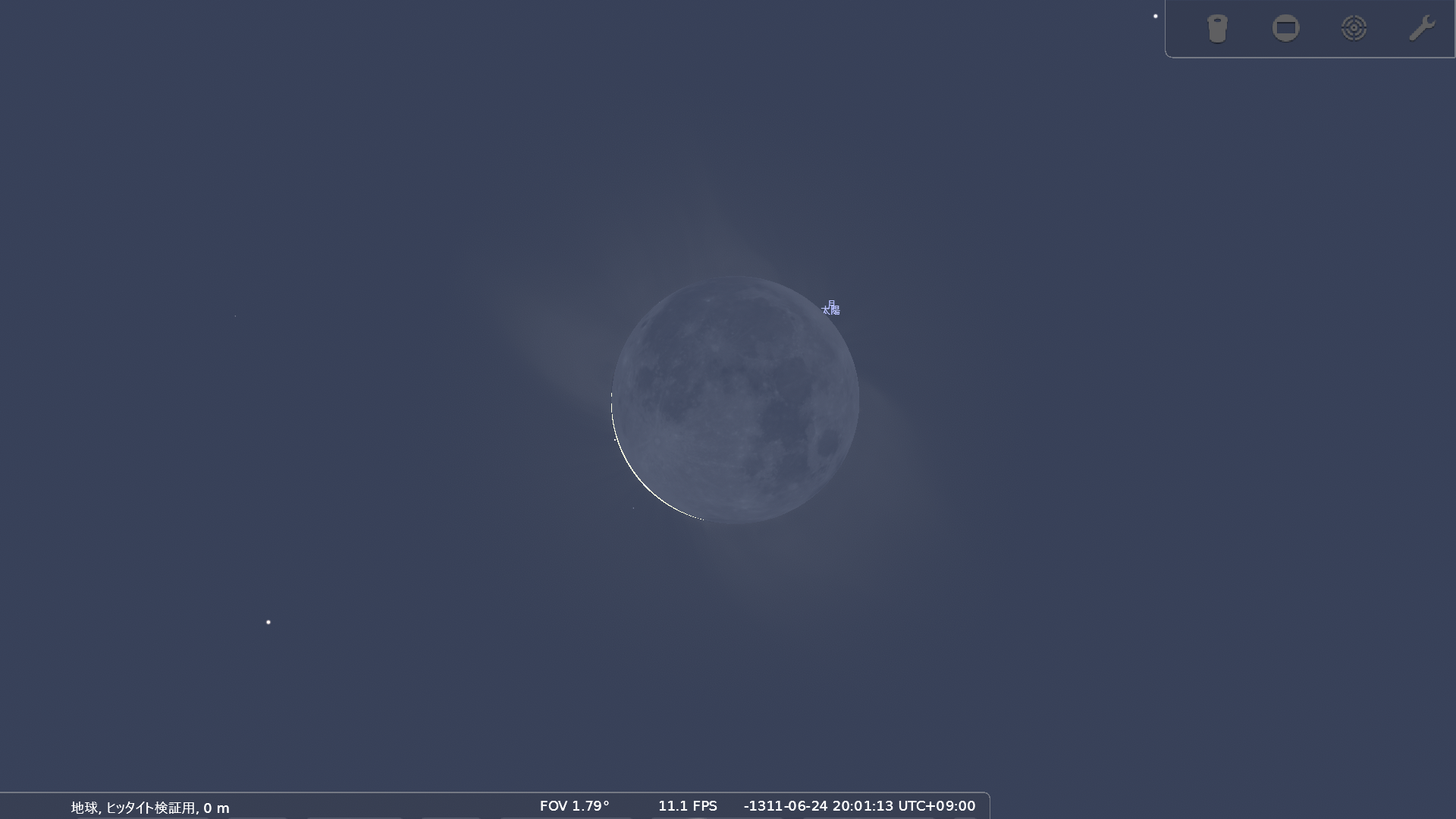
Stellariumによる紀元前1312年6月24日の日食のシミュレーション。ヒッタイト帝国の首都であったハットゥシャでの食の最大時の様子。

ムルシリの日食（ムルシリのにっしょく）とは、ムルシリ2世の治世に発生したことが当時の文献において記録されている日食のことである。この日食を特定することは、古代オリエントの編年、とりわけヒッタイト帝国の絶対編年の構築に非常に重要な役割を果たす可能性がある。文献では、ムルシリ2世の治世の10年目に、皇帝がアナトリア半島北東部のハヤサ・アズィ王国に対する軍事作戦を実行しようとしたその瞬間、「太陽が看板を掲げた」(istanus sakiyahta)と述べられている。この記述が日食を表しているものだと初めて考えたのはエミール・フォラーであり、1926年にこの説を発表した。なお、特記のない限り、この記事での日時は先発ユリウス暦並びに協定世界時(UTC)によるもので、日食についての諸元・中心食帯などはを参考とした。

## 候補となる日食

### 紀元前1335年3月13日の日食

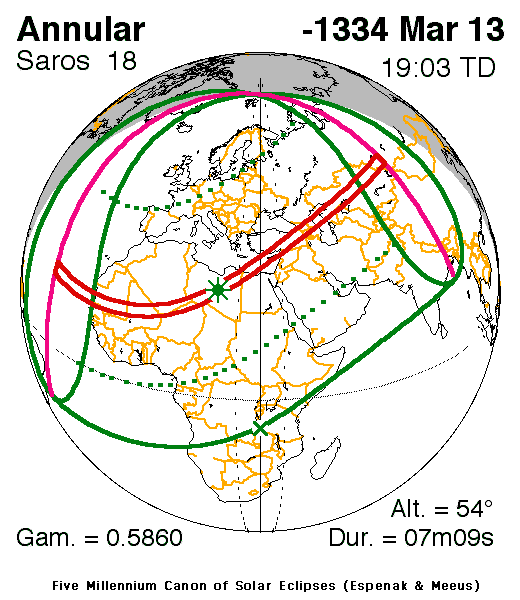
紀元前1335年3月13日の日食図

Schorrは1928年に、ムルシリの日食は紀元前1335年3月13日に発生したものだと考えた。この日食は金環日食であり、アナトリア半島では午後に見られた。部分日食としては北アメリカ、南アメリカの東端からヨーロッパ、アフリカ北部、アジア中部の広い範囲で観測できた。中心食帯は大西洋で始まり、カーボベルデ諸島を経て、現在のモーリタニア付近からサハラ砂漠を横断し、10時15分25秒に現在のリビア中央部に当たる北緯26度42分 東経18度48分 / 北緯26.7度 東経18.8度で最大食（食分0.94017、金環継続時間7分9秒）を迎えた。その後金環帯は地中海に出てキプロス島を通過、アナトリア半島に上陸した。そして、南コーカサス、カスピ海、中央アジアを横断し、シベリア中央部で日没を迎え金環日食は終了した。

### 紀元前1312年6月24日の日食

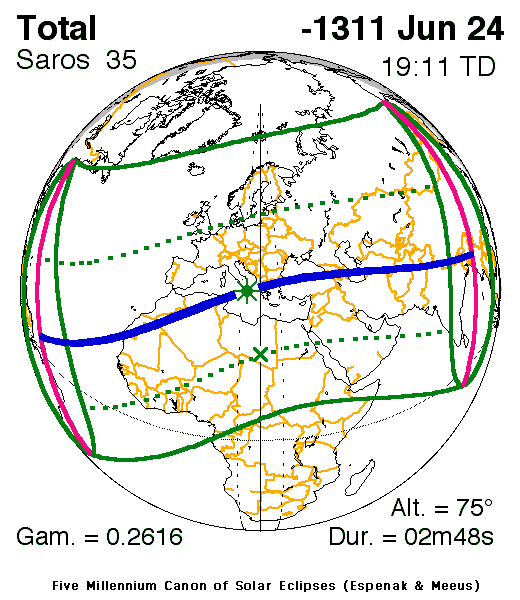
紀元前1312年6月24日の日食図

2023年現在では、ムルシリの日食は紀元前1312年6月24日に発生したものであると考えられる場合が多い。この日食は皆既日食であり、アナトリア半島北部では午後の早い時間帯に見られた。この日食による周囲の風景の変化はムルシリ2世とその部下にとって壮大な光景であったと考えられる。ムルシリの日食が紀元前1312年に発生したとすると、ムルシリ2世の治世は紀元前1322年または紀元前1321年に始まったということになる。これは、通常ツタンカーメンが死去したと考えられている時期とほぼ同じである。シュッピルリウマ1世は、年代記ではダハムンズと呼ばれていたファラオの未亡人から手紙を受け取った際にカルケミシュを包囲しようとしていたことが知られている。シュッピルリウマ1世はその直後に突然死し、その後継者がムルシリ2世となった。なお、ムルシリ2世の兄または弟はザンナンザであり、エジプトに送られてそこで亡くなった可能性がある。そのため、紀元前1312年の日食が年代的な目印になると考えられている。しかし、他の考え方もある。例えば、亡くなったファラオはアクエンアテンであったとする説や、ツタンカーメンが亡くなったのはシュッピルリウマ1世が亡くなった後である説などがある。なお、この日食は部分日食としては北米東海岸、南米北東部、欧州、北アフリカ、アジアの大部分で観測できた。皆既日食帯はアマゾン川河口沖合の大西洋で始まり、西アフリカのヌアディブ岬付近に上陸し、サハラ砂漠を北東に走って地中海に出た。その後、シチリア島、イタリア半島南端を通過し、10時39分48秒、イオニア海の北緯38度30分 東経17度06分 / 北緯38.5度 東経17.1度で最大食（食分1.03173、継続時間2分48秒）を迎えた。後半の中心食帯はギリシア、アナトリア半島北部、南コーカサス、カスピ海、イラン高原、ヒマラヤ山脈南麓を通り、現在のミャンマーに当たる場所で日没を迎え終了した。

### 紀元前1308年4月13日の日食

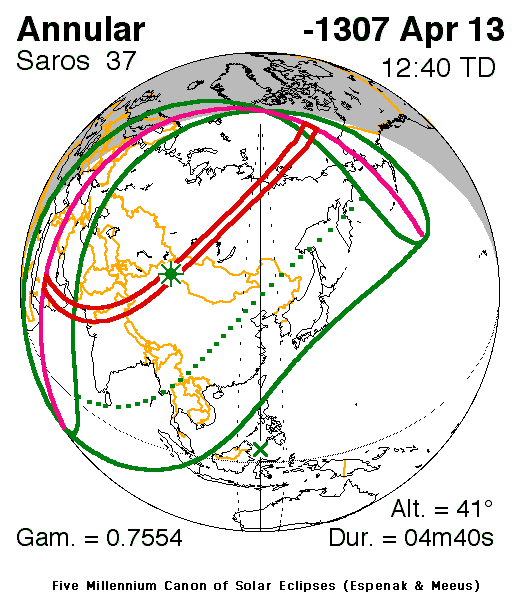
紀元前1308年4月13日の日食図

スウェーデンの考古学者Paul Åströmは1993年に、ムルシリの日食は紀元前1308年4月13日に発生したものであるという仮説を提案した。この日食は金環日食であり、アジアの大部分で部分日食が見られた。金環食帯はアラビア半島南部で始まったが、アナトリア半島では太陽が欠けたまま昇ってくる部分日食が見られたに過ぎない。金環帯はアラビア海を通ってインダス川河口付近に上陸し、ヒマラヤ山脈西部、チベット高原、東トルキスタンを経てシベリアを縦断しラプテフ海に出た。この間、東トルキスタンの北緯45度12分 東経88度54分 / 北緯45.2度 東経88.9度で4時0分50秒に最大食を迎えており、食分は0.94805、継続時間は4分40秒に達している。皆既帯は北極海に出た後、アラスカ北方の海域で日没を迎え皆既日食は終了した。

### 紀元前1340年1月8日の日食

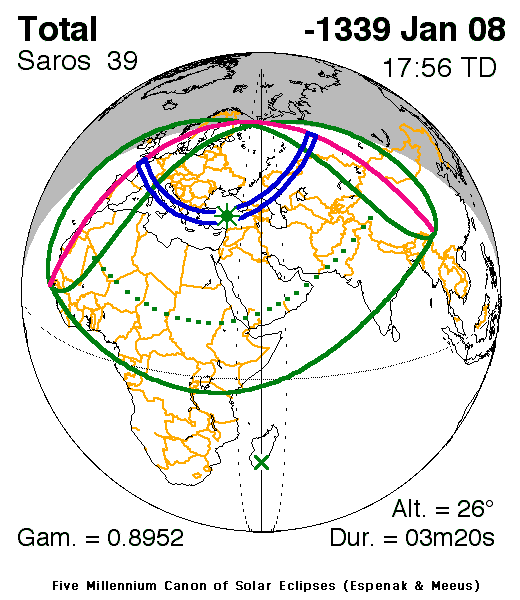
紀元前1340年1月8日の日食図

ペーター・J・フーバーは、ムルシリの日食は紀元前1340年1月8日に発生したものであると考えた。この日食は皆既日食であり、ヨーロッパ・北アフリカ・西アジア・南アジア・中央アジアの広範囲で部分日食が見られた。皆既帯はブルターニュ半島に現れ、南東に進んでイタリア半島を縦断した後ギリシアを通過し、9時6分4秒、アナトリア半島中央部（北緯39度30分 東経35度48分 / 北緯39.5度 東経35.8度）で最大食を迎えた。食分1.04061、皆既継続時間は3分20秒であった。後半はコーカサス山脈を横切ってカスピ海北部を横断し、ウラル山脈の南をかすめてシベリア西部で終わった。